# Petr Benčík
Petr Benčík (Nový Bor, 29 de enero de 1976) es un ciclista checo retirado en 2012.

## Palmarés
2004
- 2.º en el Campeonato de la República Checa en Ruta

2006
- Memoriał Henryka Łasaka

2007
- 3.º en el Campeonato de la República Checa en Ruta

2008
- Campeonato de la República Checa en Ruta

2010
- Campeonato de la República Checa en Ruta

2011
- Oberösterreichrundfahrt, más 1 etapa
- Campeonato de la República Checa en Ruta